# Cattedrale di San Martino (Lucca)
La cattedrale di San Martino è il duomo di Lucca, chiesa madre dell'omonima arcidiocesi. Secondo la tradizione, fu fondata da san Frediano nel VI secolo, venne poi ricostruita  durante l'episcopato di Anselmo da Baggio, vescovo della città, e infine ampliata tra il XII e il XIV secolo.

## Storia
Il sito della cattedrale, come in altre città di antica origine, si colloca ai limiti della città romana: gli spazi centrali della Lucca romana erano fortemente urbanizzati e non era ancora stato realizzato il progetto per la chiesa di San Michele in Foro di utilizzare lo spazio del foro. Non esistono notizie sulla primitiva costruzione e si è pensato ad un esempio di complesso episcopale, costituito da una serie di chiese raggruppate, con funzioni. Nell'area della piazza San Martino si affacciavano il battistero, la chiesa dei Santi Giovanni e Reparata e probabilmente la chiesa che occupava il sito della cattedrale. Altri edifici sacri sorgevano nei pressi, come le chiese demolite di Santo Stefano de Machariis e di  S. Vergine e S. Pietro Apostolo.
Ricevette il titolo di chiesa cattedrale nell'VIII secolo, al posto della chiesa di Santa Reparata. La decisione probabilmente servì a sottolineare la nuova situazione a Lucca, con la fine del Regno longobardo e l'avvento del Sacro romano impero, in stretta collaborazione con il papato. Segno di questo cambiamento fu la traslazione nel 780, ad opera del vescovo Giovanni I, delle reliquie di San Regolo dalla ormai spopolata città di Populonia. Per ospitare le prestigiose reliquie si rese necessario l'ampliamento della chiesa, con la costruzione di una cripta e di nuovi e più sontuosi arredi interni.

### La ricostruzione romanica
La cattedrale fu completamente ricostruita a partire dal 1060 e solennemente consacrata nel 1070 da Anselmo da Baggio, che all'epoca della consacrazione era già papa Alessandro II, ma aveva mantenuto il titolo di vescovo di Lucca, anche perché impegnato nello scontro con l'antipapa Onorio II, ovvero Cadalo da Parma.
L'unico resto di questa fase della cattedrale, che peraltro doveva essere un edificio di grande importanza, è il Busto di Anselmo da Baggio, conservato oggi nel Museo della Cattedrale.
La chiesa, in stile romanico, doveva avere corpo basilicale a cinque navate, sorrette da colonne sormontate da matronei, tetti a copertura lignea. Il porticato, costruito successivamente, conserva ancora una serie i mensoloni su cui doveva essere disteso un tavolato in modo da formare un passaggio che congiungesse ai matronei.
Nel 1196 veniva costituita l'Opera del Frontespizio, che si dotava di consoli e rendite proprie allo scopo di costruire ed adornare la facciata con un nuovo portico, elemento già presente nella cattedrale fin dall'833, distrutto nel 905 e ricostruito nel 928. A sua volta la cattedrale pisana doveva influenzare pesantemente il rifacimento del portico di facciata, ad opera di Guidetto da Como, scultore ed architetto già impegnato nel cantiere pisano, che nella facciata del San Martino si raffigura con in mano una pergamena che reca la data 1204.
Il cantiere portò alla nascita del cosiddetto Secondo stile del romanico lucchese, fortemente influenzato dal più innovativo romanico pisano, ma che accentua ulteriormente la complessità e l'intrico della decorazione a colonnette.

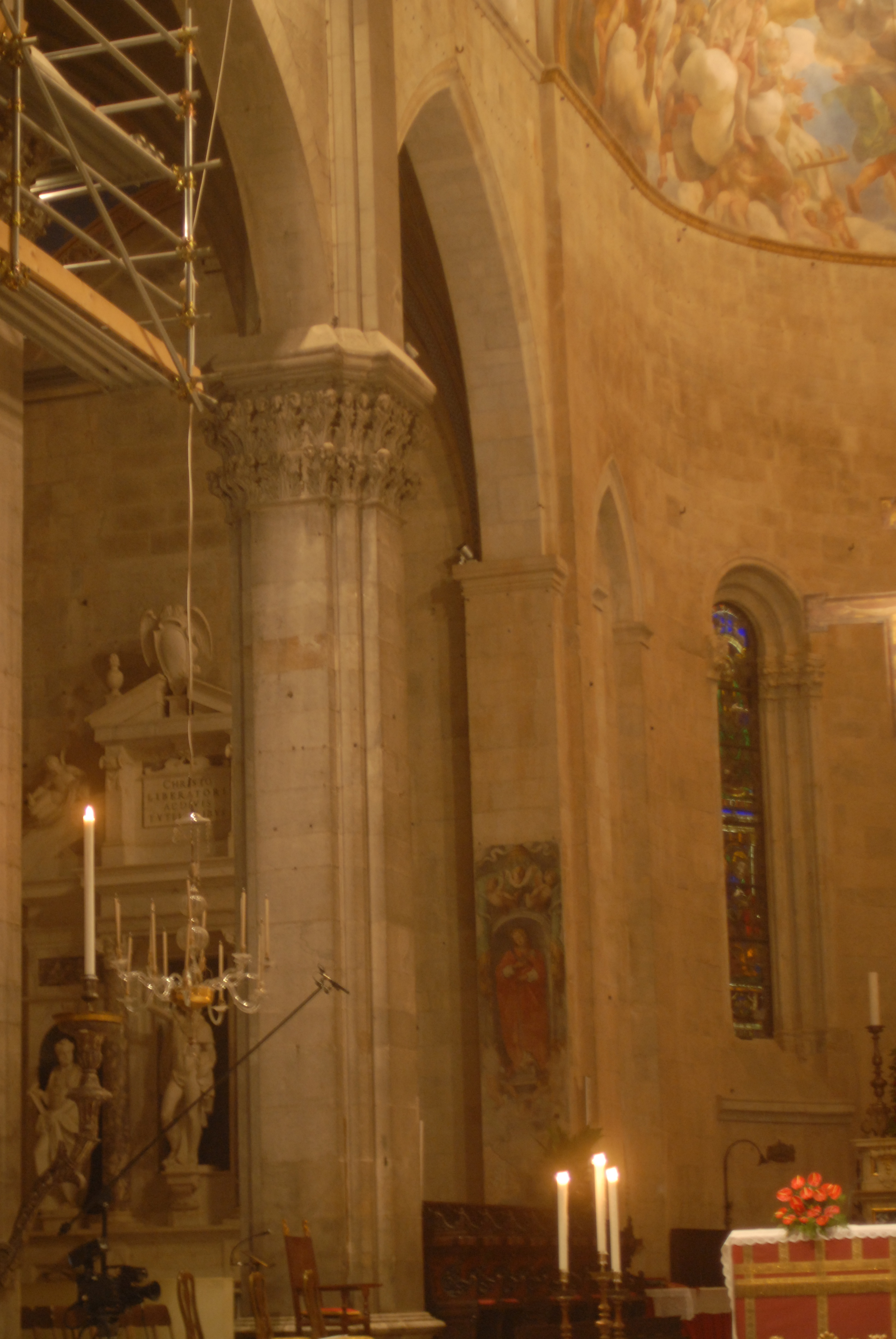
Vista del lato sinistro del settore absidale, dove sono rimaste tracce della redazione del 1320; si notino gli archi acuti, e l'esile pilastro rettangolare (quello affrescato), con semplice modanatura senza capitello.

### La ricostruzione gotica
Appena concluso il cantiere del portico di facciata, si dovette mettere mano, forse a causa di un dissesto statico, ad un rifacimento dell'area absidale. Il vescovo Enrico II concesse parte del terreno degli orti del palazzo vescovile (ancora oggi situato ad est della cattedrale) ad augmentandam ecclesiam per un prolungamento dell'abside di quattordici braccia. La lunghezza di questo prolungamento lascia supporre che si stesse già progettando un rimodellamento della cattedrale a tre navate con transetto; infatti il prolungamento ha portato le tribune della chiesa alla stessa lunghezza che successivamente fu data ai bracci del transetto. I lavori, come testimonia una lapide murata nell'abside, iniziarono nel 1308; furono ripresi nel 1320 dall'Operaio ser Bonaventura Rolenzi (che appose la lapide nel punto cui erano giunte le costruzioni sotto il suo predecessore). Nel 1348 come risulta da una donazione testamentaria della vedova di Castruccio Castracani in trefunibus ( sic per tribunis) novis inceptis et finiendis, che forse per motivi di risparmio, forse per l'urgenza dei lavori, forse per lo spirito conservatore tipico delle espressioni artistiche lucchesi, furono portati avanti in gran parte riutilizzando pietre lavorate ed intarsi marmorei provenienti dalla antica chiesa, creando così una grande abside unica dall'ingannevole aspetto romanico in pieno XIV secolo.
Le cattive condizioni economiche della città di Lucca in quegli anni della sua storia, ridussero considerevolmente i fondi disponibili e le tribune furono costruite in un gotico alquanto povero e dimesso, con archi acuti e pilastri a sezione rettangolare coronati a cornice semplice, lavorati con poca destrezza e che denotano una «grande negligenza di esecuzione» (Ridolfi).
Nel 1372, due anni dopo la liberazione dal giogo pisano, che i lucchesi sentirono così grave da dedicare nel duomo stesso un altare Alla libertà, erano completate l'abside, il muro perimetrale del transetto, e voltata la prima campata orientale. La navata era ancora quella romanica e comunque si faceva conto di reimpiegarne le pareti perimetrali rinforzate e rivestite. Sia i pilastri sia le volte diedero però segni di dissesto statico; l'Opera del Duomo era talmente malridotta da non avere un Operaio in carica e la questione fu portata al Maggiore e generale Consiglio del popolo.

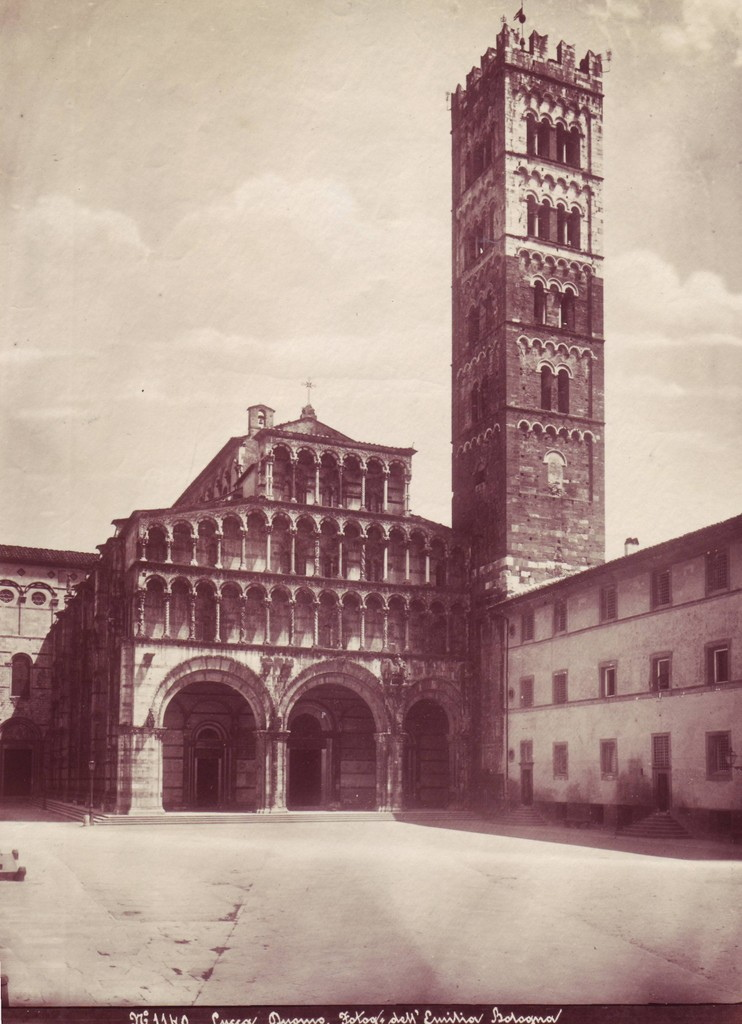
La cattedrale di Lucca in una fotografia degli anni '80 del XIX secolo

Questo, nell'adunanza del 19 aprile 1372 deliberò di eleggere ben tre Operai, che dovevano esaminare le proprietà rimaste all'Opera e cercare di trarne il maggior profitto possibile, col quale far continuare i lavori interrotti e iniziare quelli mai iniziati. Fra i tre Operai prescelti spicca il nome di Francesco Guinigi che - dopo aver recitato un ruolo primario nella liberazione della città da Pisa - si serviva delle sue enormi ricchezze per esercitare una signoria de facto sul governo lucchese. Probabilmente fu proprio lui a convocare un consulto in cui furono invitati i maggiori esperti d'architettura disponibili in Toscana. Ridolfi ritiene che la maggioranza di questi esperti dovettero provenire dal grande cantiere di Santa Maria del Fiore, la cattedrale fiorentina, del cui gigantesco corpo basilicale si stava ormai terminando la costruzione, in attesa di affrontare il grande problema della cupola. La domanda posta agli intervenuti fu se si dovesse continuare il progetto iniziato o se fosse necessario apportare cambiamenti. Il parere conclusivo venne fatto conoscere al Consiglio generale nella seduta del 23 giugno 1372.
I lavori già effettuati furono giudicati «meschini e non solidi a sufficienza» e si raccomandava l'adozione di pilastri più robusti, di un disegno ispirato a quelli talentiani usati per Santa Maria del Fiore. I pilastri già costruiti dovevano addirittura essere rimossi, dopo aver puntellato accuratamente le murature circostanti, e sostituiti da pilastri ottagonali del modello proposto, con una spesa di circa 600 fiorini. Nel corso della seduta venne data piena autorità agli Operai (menzionando con particolare onore Francesco Guinigi) di disporre dei proventi dell'Opera per disfare e costruire a loro arbitrio. Molto probabilmente, in quella sede o in successive sessioni, i maestri interpellati dovettero fornire modelli non solo per il nuovo pilastro, ma anche per il resto dell'alzato, coi matronei e le volte a costoloni. I lavori dovettero ricominciare con nuova alacrità anche se si sa da un'istanza presentata dall'Operaio ser Bartolomeo di Nicolao Bacchini che nel 1379, nonostante fossero stati eretti altri pilastri, non si era ancora provveduto alla sostituzione di quelli eretti seguendo il precedente progetto. Il comune concesse altri 200 fiorini e si deve credere che solo allora si procedesse alla sostituzione. Nel maggio 1384 il comune erogava altri 200 fiorini per l'erezione di altri pilastri, dodici anni dopo la ripresa dei lavori. Altre notizie di vendite, richieste di sussidi e aiuti, al comune e nel 1387 addirittura a papa Urbano VI, concorrono nell'indicare la fine dei lavori intorno al 1390.

## Descrizione

### Misure e dimensioni
| Parametro                     | Misura |
| ----------------------------- | ------ |
| Lunghezza                     | 84,3 m |
| Larghezza delle navate        | 27,3 m |
| Larghezza del transetto       | 43,6 m |
| Altezza della navata centrale | 27,6 m |
| Altezza del campanile         | 58 m   |

### Esterno

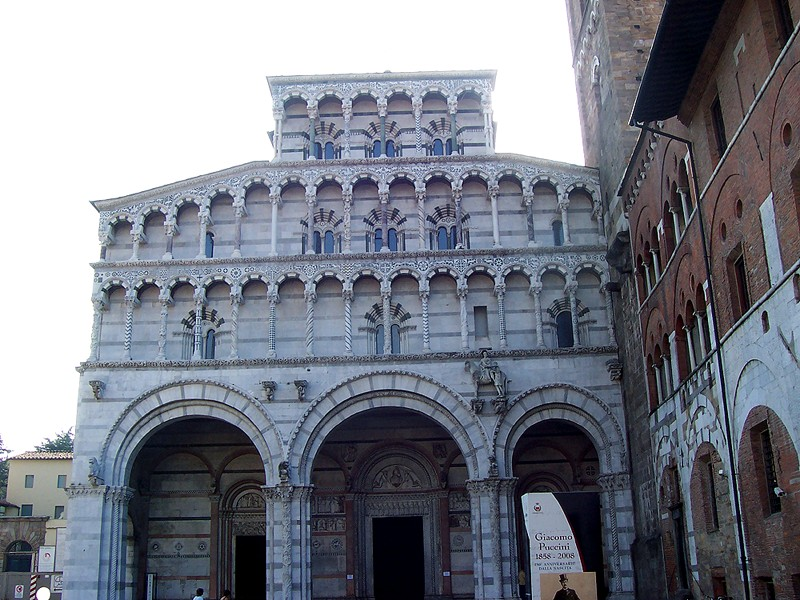
La facciata

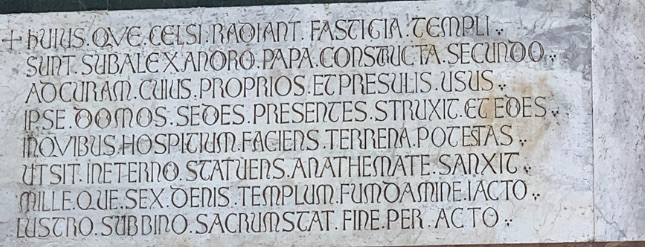
Epigrafe celebrativa della costruzione della cattedrale nel 1060

Alla facciata principale, orientata verso ovest, è addossato il portico-nartece aperto sulla piazza da tre grandi arcate di cui una più stretta per la vicinanza del preesistente campanile. Guidetto e i suoi collaboratori misero in opera le sculture ed i bassorilievi sulla facciata in alto (dal 1204), mentre tale Mastro Lombardo e Guido Bigarelli contribuirono alla decorazione sotto il porticato (1233-1260), in cui spiccano:
- Martirio di san Regolo e San Regolo che disputa con gli Ariani (lunetta ed architrave del portale destro)
- Storie della vita di san Martino e Ciclo dei mesi (ai due lati del portale principale)
- Cristo in gloria tra due angeli e Madonna ed Apostoli (lunetta ed architrave del portale centrale)
- Deposizione e Annunciazione, Natività, Adorazione dei Magi (lunetta ed architrave del portale sinistro), di Nicola Pisano, una delle opere più all'avanguardia del tempo (1257-1260 circa).

Il porticato era spesso occupato da banchi di cambiavalute che trafficavano coi numerosi pellegrini che passavano da Lucca, una delle principali tappe sul percorso della Via Francigena. Un'iscrizione monumentale ricorda ai cambiavalute l'impegno assunto a non frodare i clienti e invita questi ultimi a fidarsi della protezione del clero della cattedrale e di San Martino. 
Sull'altro lato della porta sinistra (la più spesso aperta perché consentiva la vista assiale della cappella del Volto santo) si trova una riproduzione della originale lapide con la datazione della cattedrale.
Su una delle pietre del pilastro addossato alla base del campanile si trova scolpito un labirinto affiancato da un'iscrizione che ricorda il mito di Teseo e Arianna. Il genere di labirinto, per la similitudine con quello maestoso sul pavimento della Cattedrale di Chartres e l'affresco recentemente scoperto in Alatri (FR), ha fatto pensare a una classe di opere artistiche dovute ai templari.
Sulla facciata, tra due grossi archi al di sopra di due mensole, troviamo la splendida scultura di San Martino che divide il mantello con il Povero (copia in quanto l'originale è posto all'interno in controfacciata) di autore ignoto
Alla destra della facciata si eleva la torre campanaria a base quadrangolare, che si apre verso l'esterno con cinque ordini di polifore (dal basso, rispettivamente monofore, bifore, trifore e due piani con quadrifore); il coronamento superiore è costituito da merli ghibellini. All'interno del campanile, vi è un concerto di sette campane in Mi♭3 calante, delle quali alcune dei secoli XIII-XIV.

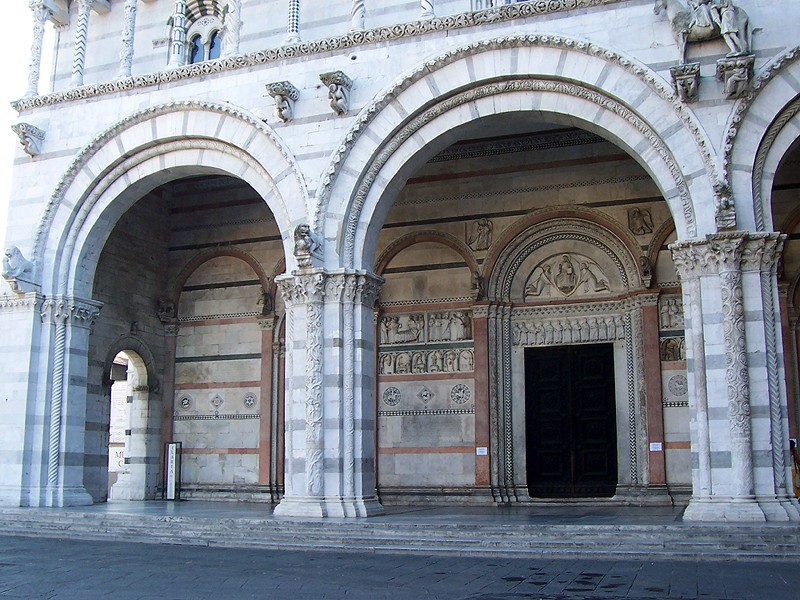
Il portico
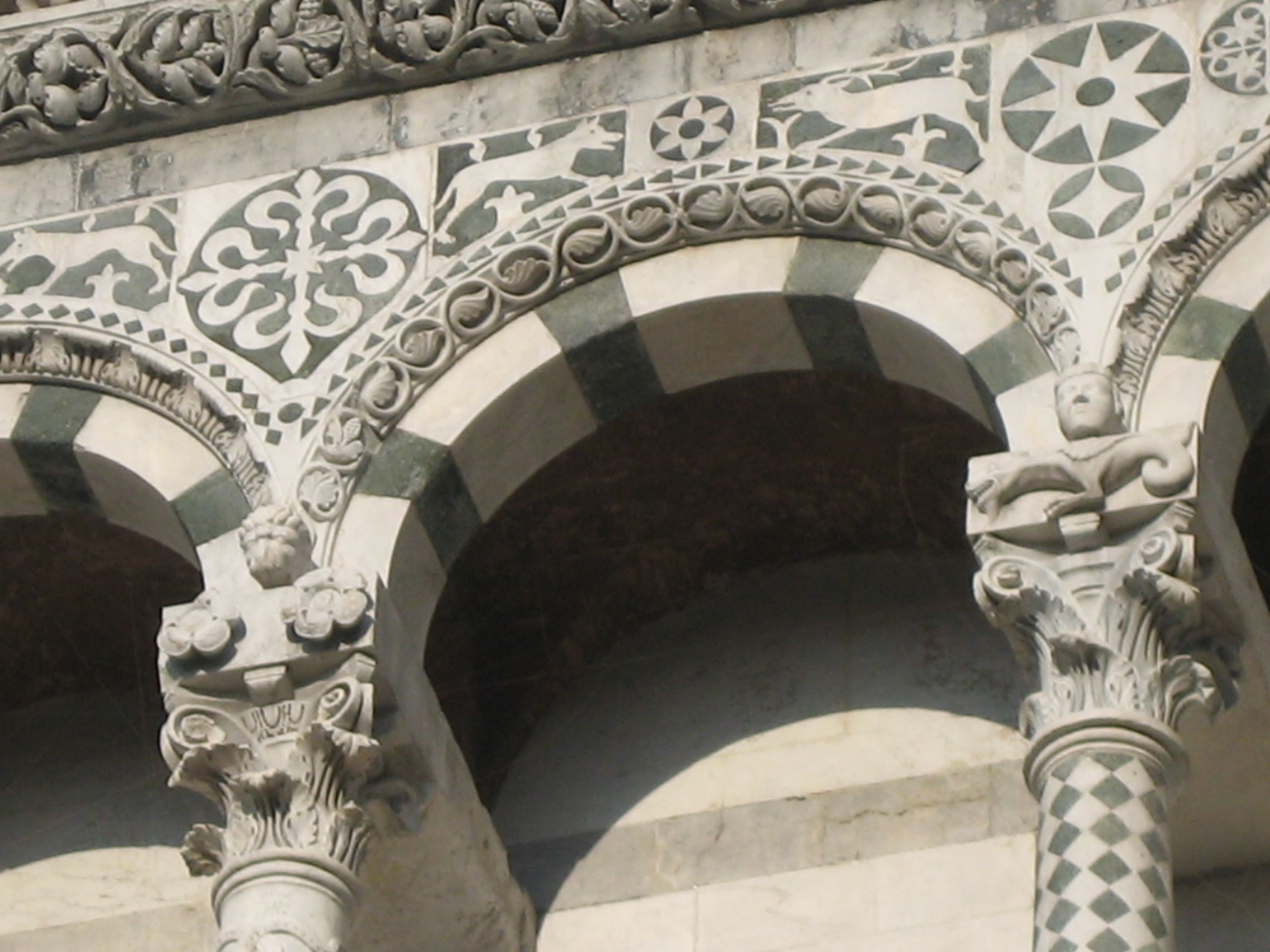
Particolare degli archetti
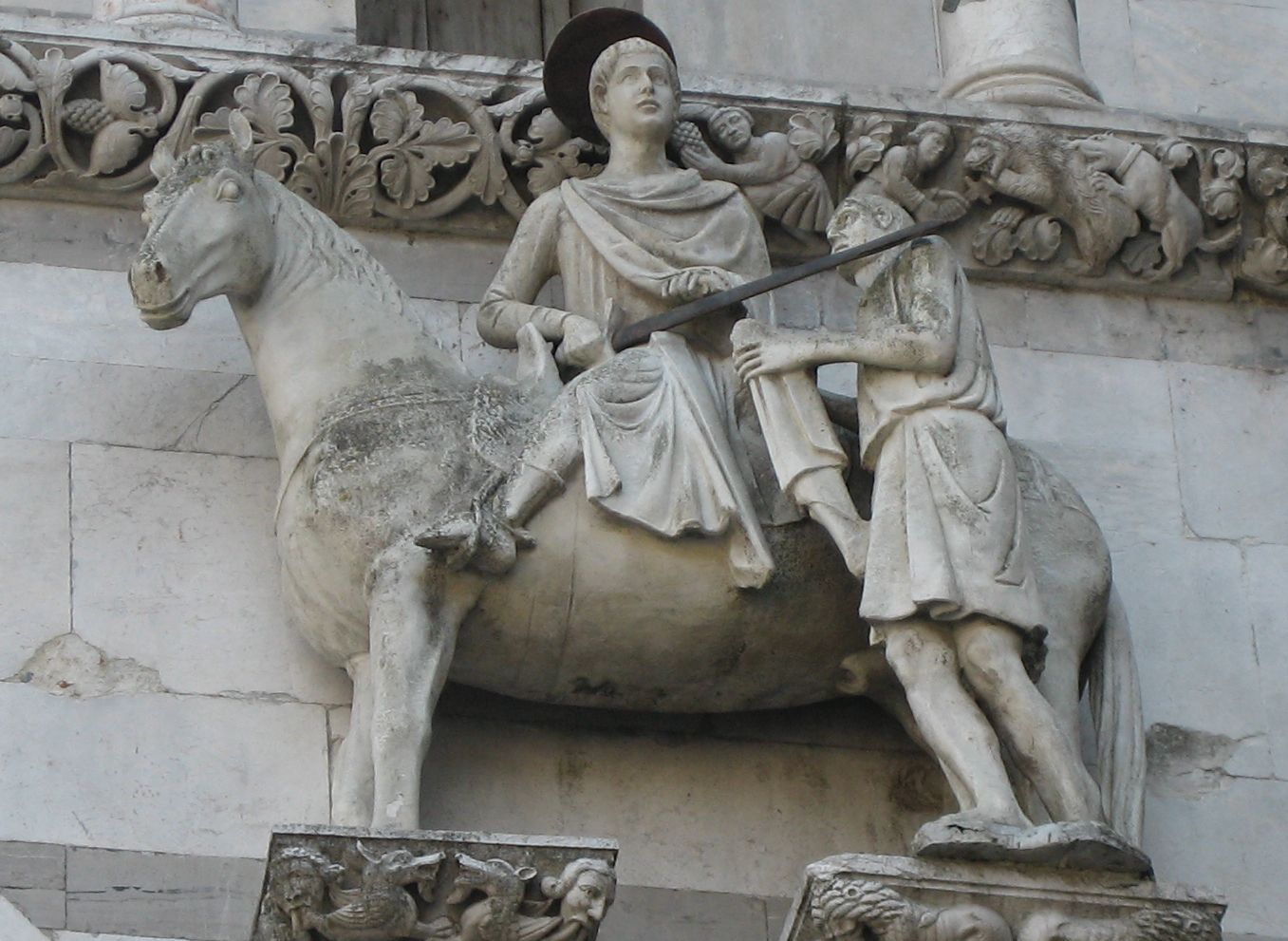
La statua San Martino divide il suo mantello con un povero
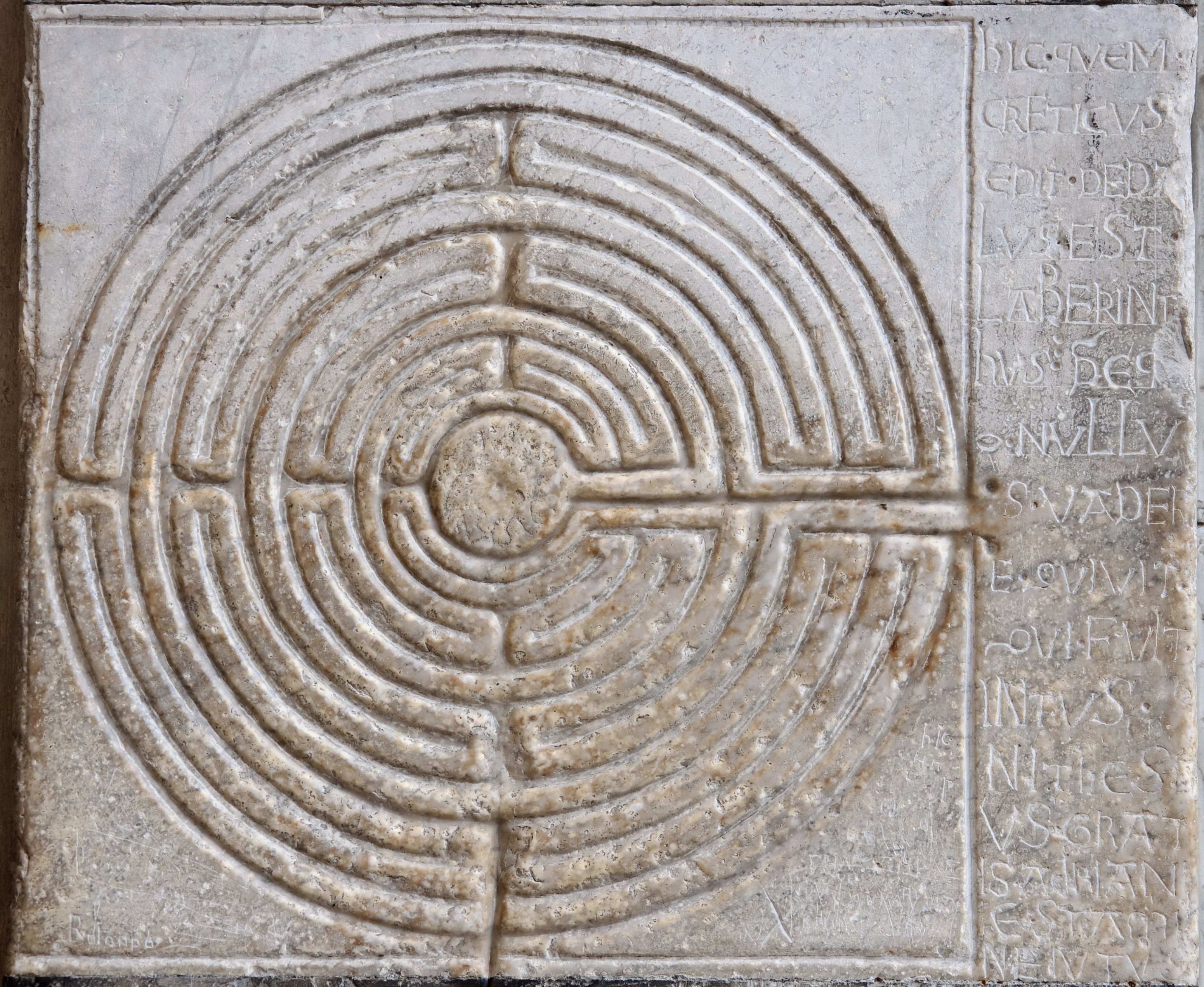
Il labirinto e l'iscrizione
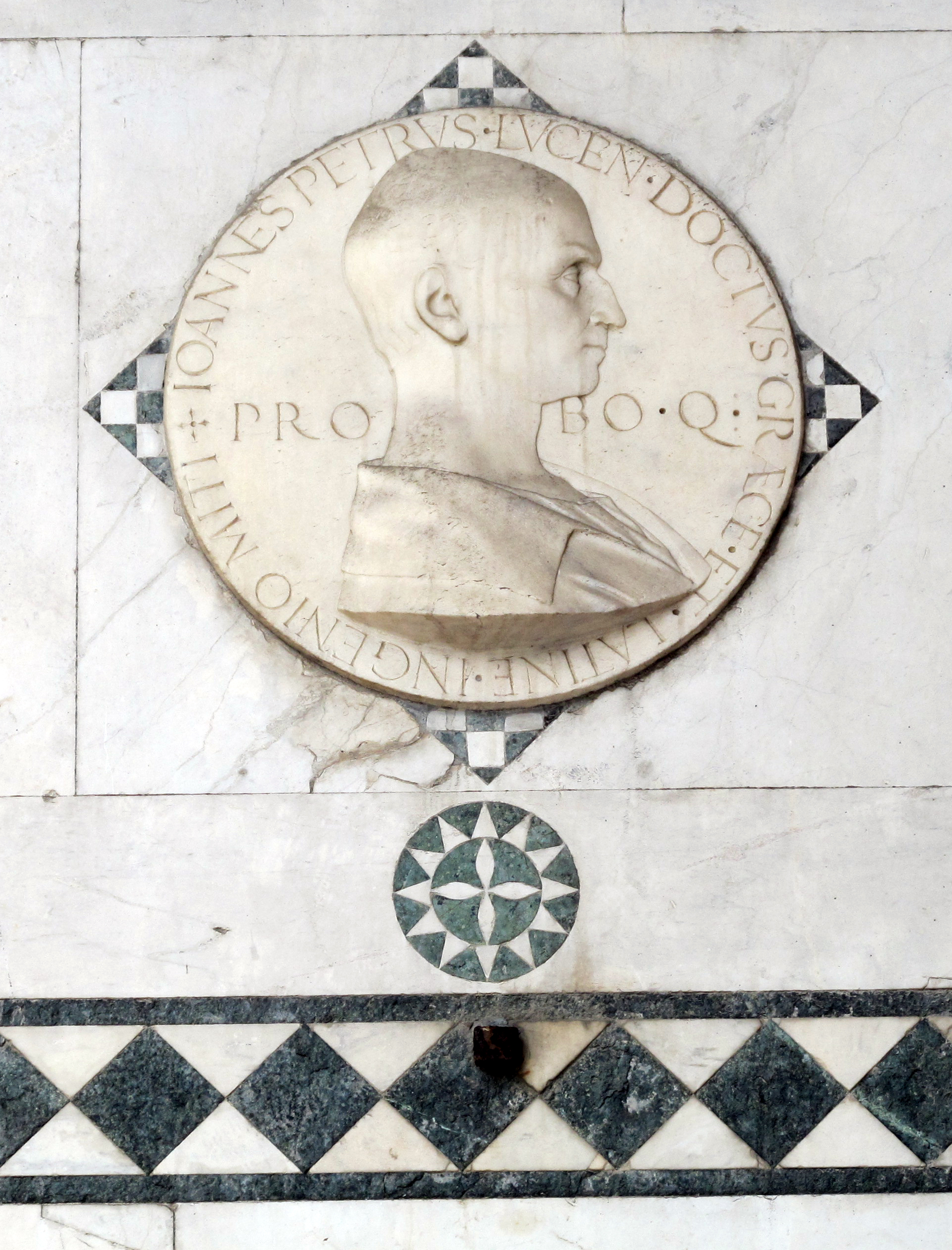
Giampietro da Lucca

### Interno

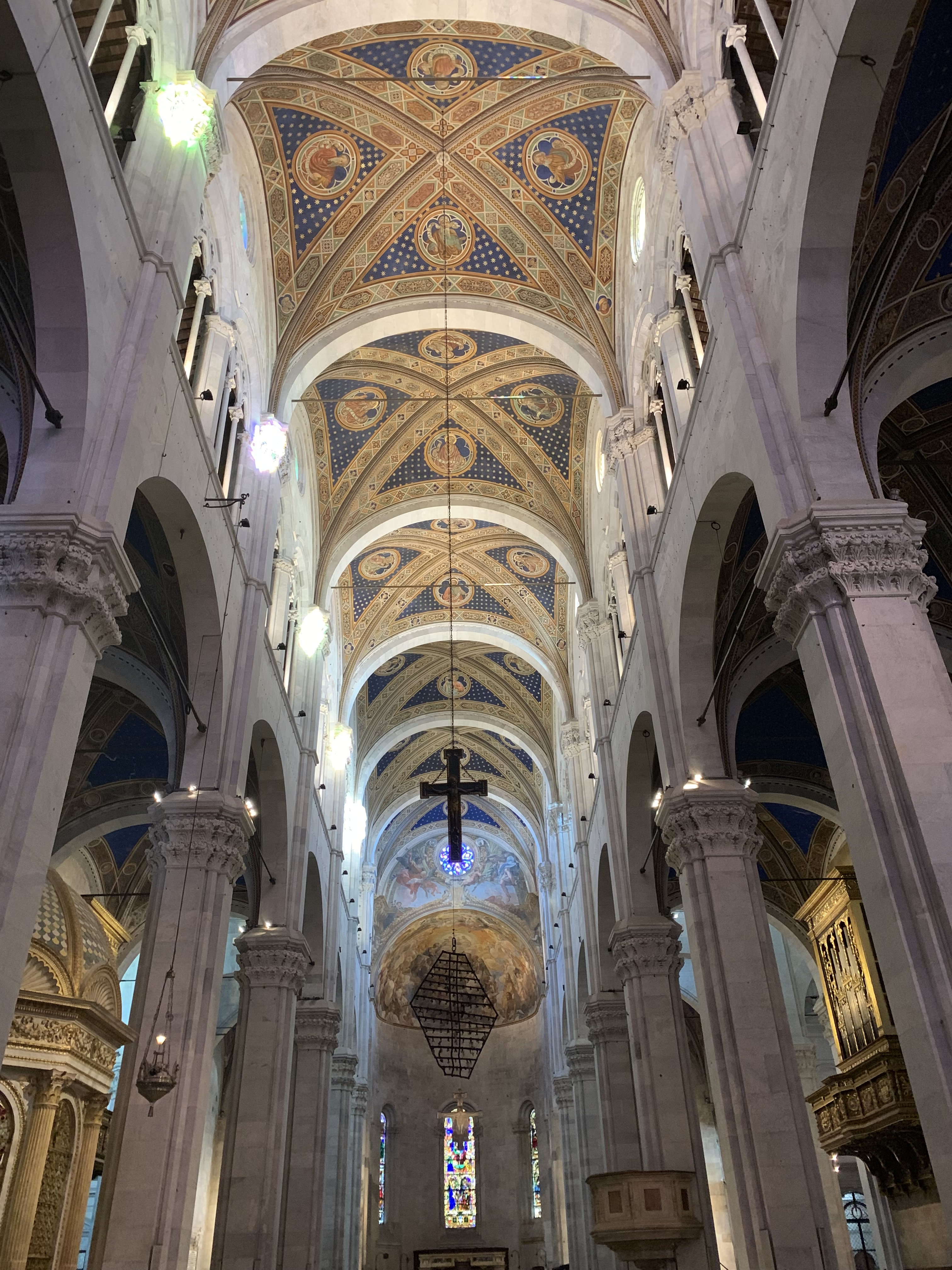
L'interno

L'interno della cattedrale è a croce latina, con aula divisa in tre navate con le due laterali sormontati da falsi matronei con trifore gotiche e la centrale terminante con un'abside semicircolare illuminata da tre grandi monofore romaniche; l'abside è interamente occupata dal presbiterio, al centro del quale si trova l'altare maggiore in marmi policromi. Il transetto, della medesima altezza della navata centrale, è a sua volta suddiviso in due navate, ma è privo di matroneo. In generale l'aspetto dell'interno è caratterizzato da un marcato verticalismo, anche in virtù della notevole differenza di altezza tra la navata centrale e le laterali. Queste forme francamente gotiche, pur moderate dall'uso degli archi a tutto sesto (gli archi acuti si ritrovano nei matronei e nell'ultima campata prima dell'abside), fanno dell'interno della cattedrale di Lucca un esempio abbastanza raro nell'architettura italiana.
Nella cattedrale è custodita la Madonna in trono col Bambino e santi, opera di Domenico Ghirlandaio, che la dipinse intorno al 1479 e una bellissima Ultima cena del Tintoretto.
In un locale presso la sacrestia si trova il monumento funebre a Ilaria del Carretto, realizzato dallo scultore Jacopo della Quercia tra il 1406 ed il 1408. Esso raffigura la nobildonna lucchese, moglie di Paolo Guinigi, alla quale, morta di parto molto giovane, fu dedicato il sarcofago marmoreo. Il sarcofago raffigura la ragazza in posa dormiente, riccamente abbigliata e giacente su un catafalco decorato con putti reggifestone. Ai piedi della ragazza giace un cagnolino, simbolo della fedeltà coniugale.
Nella terza campata della navata laterale di sinistra, si trova il Tempietto del Volto Santo, opera di Matteo Civitali, dove è custodito il Volto Santo di Lucca. Il tempietto è un'edicola realizzata nel 1482-1484 a pianta ottagonale e dotata di otto colonne che sostengono volte archi a tutto sesto. All'interno del tempietto è custodito il Volto Santo ovvero il crocifisso ligneo che la tradizione vuole realizzato dal fariseo Nicodemo ad immagine di Gesù. La veneratissima immagine del Volto Santo è al centro delle celebrazioni per il 14 settembre, giorno della Santa Croce.

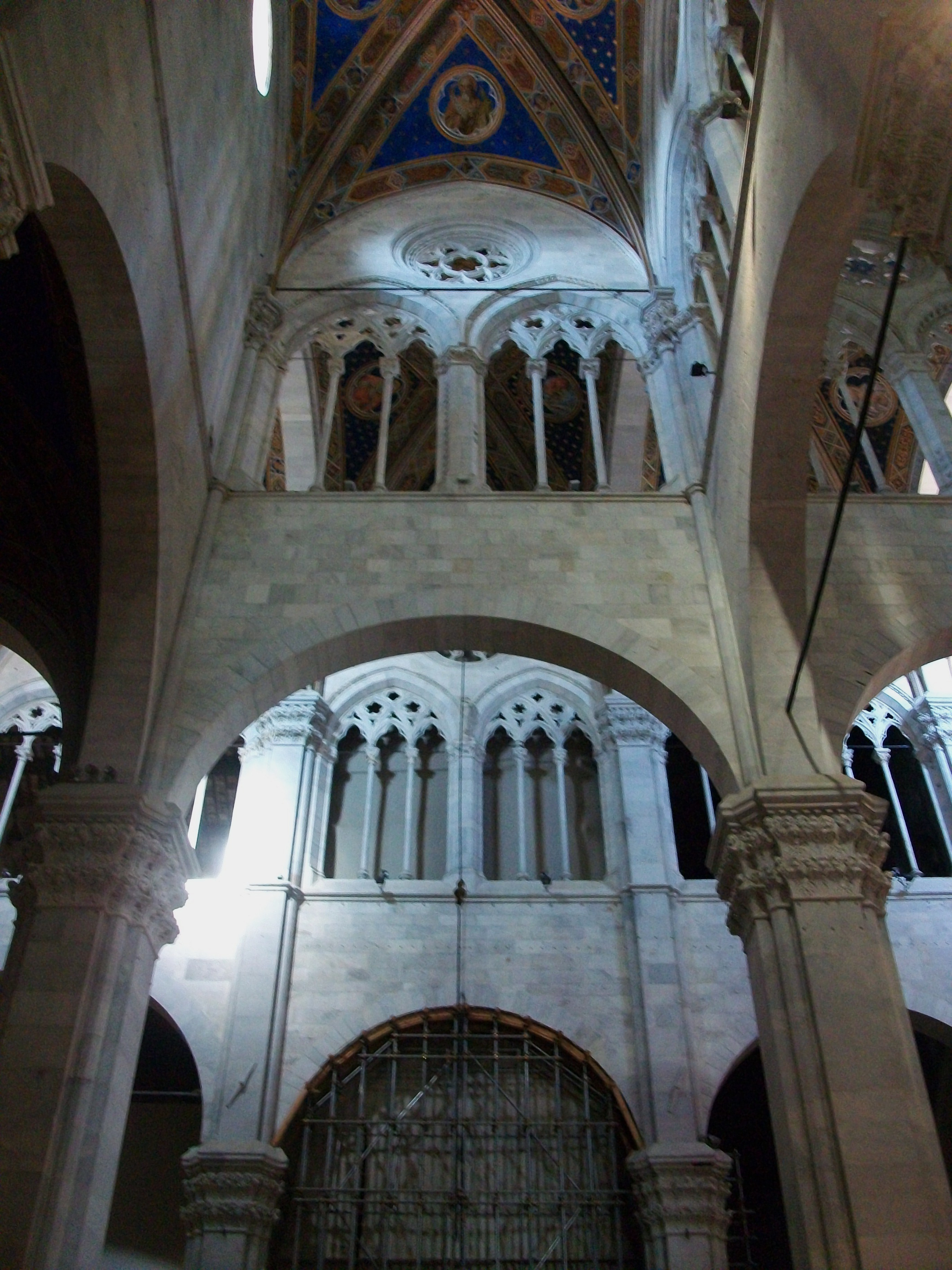
Il finto matroneo del transetto
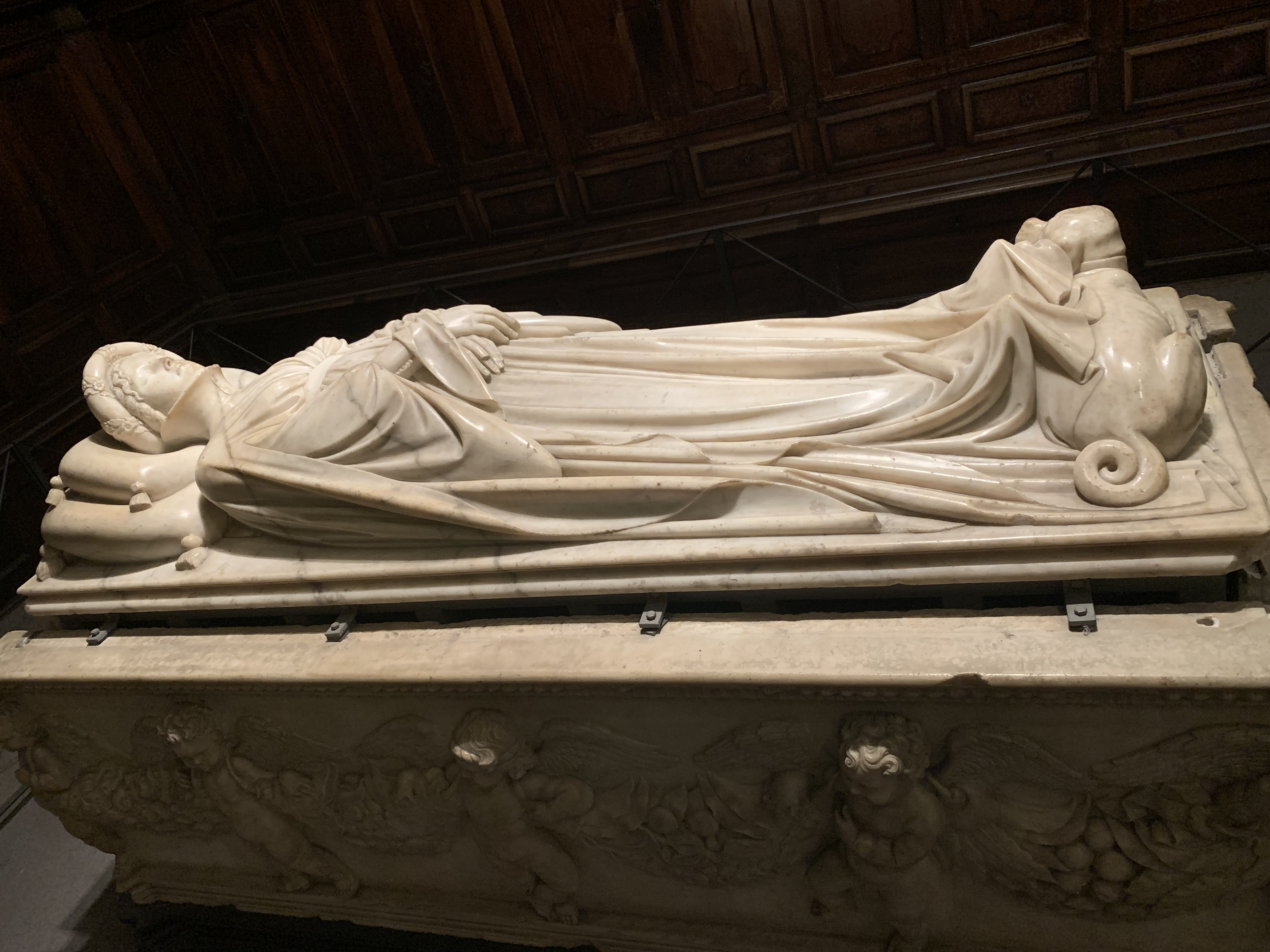
Jacopo della Quercia, Monumento funebre a Ilaria del Carretto (1406-1408)
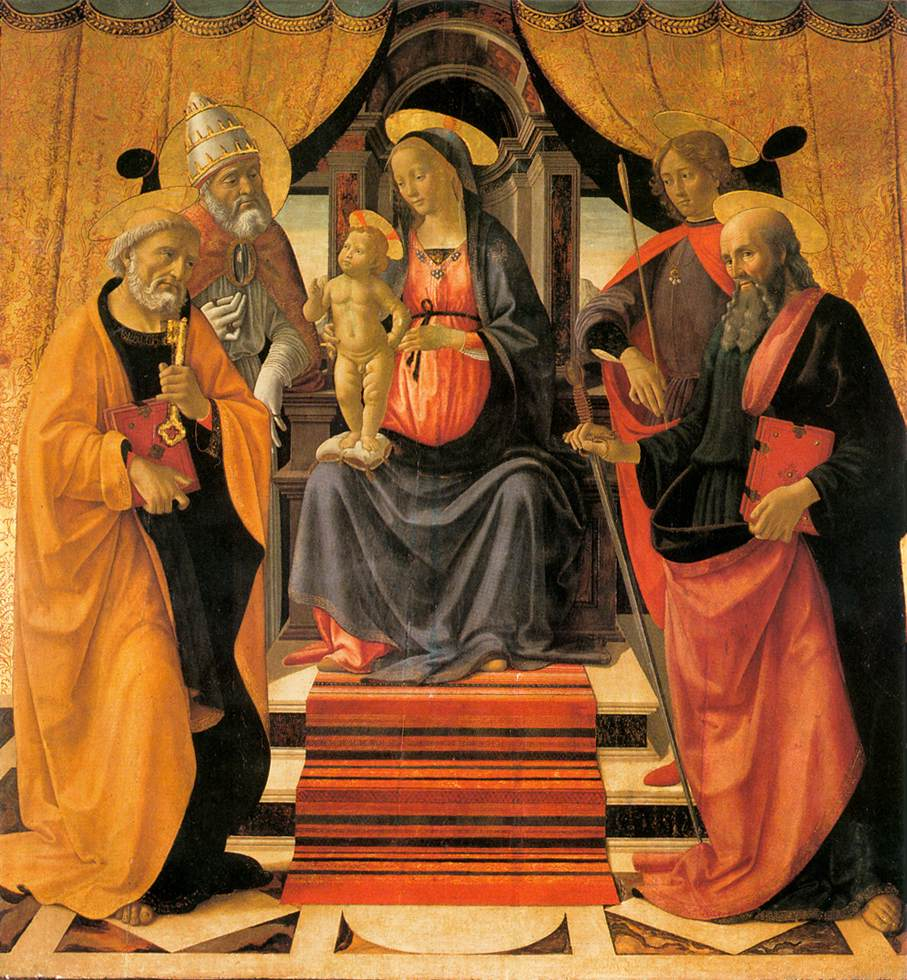
Domenico Ghirlandaio, Madonna in trono col Bambino e Santi (1479 circa)
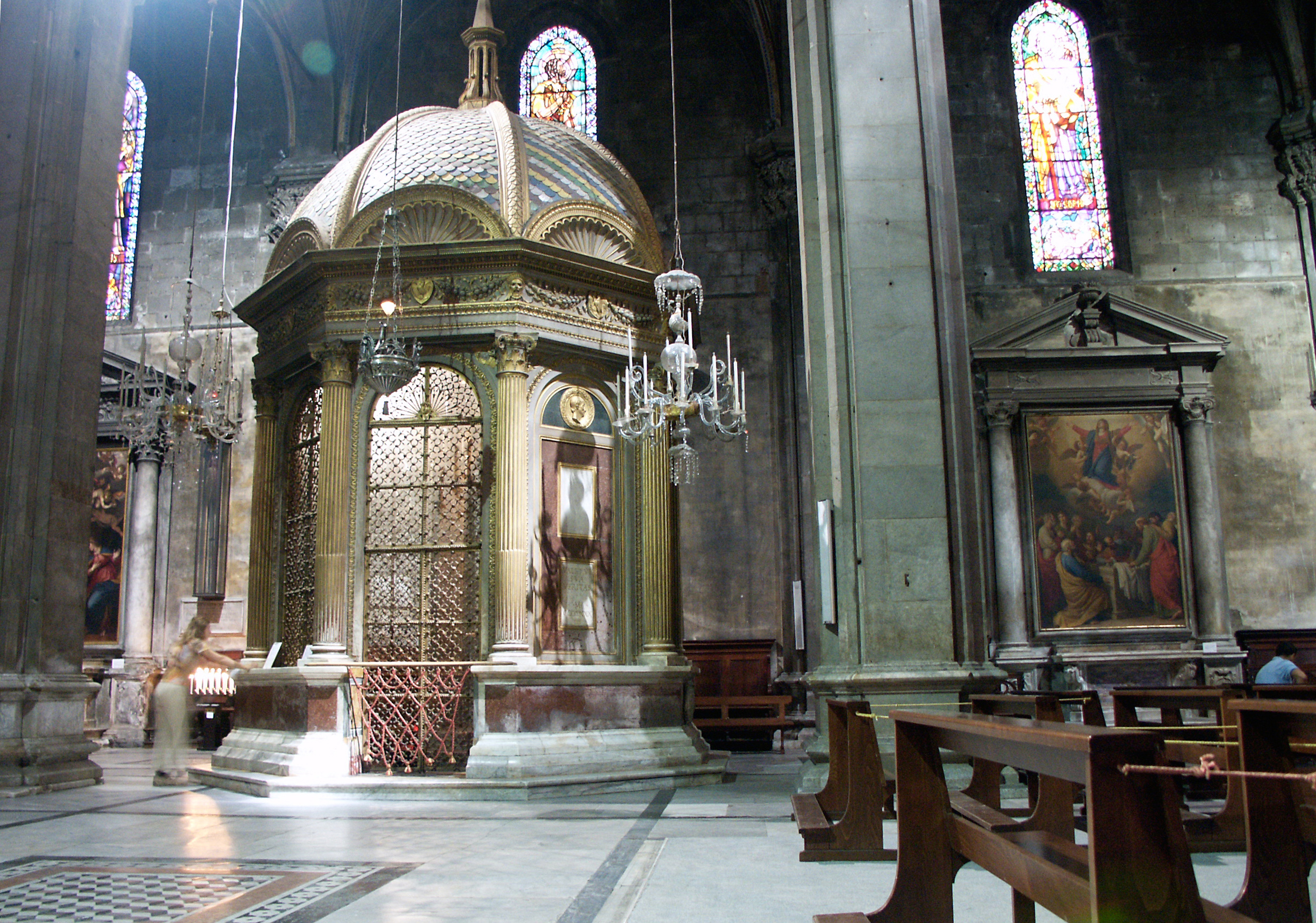
Il tempietto del Volto Santo
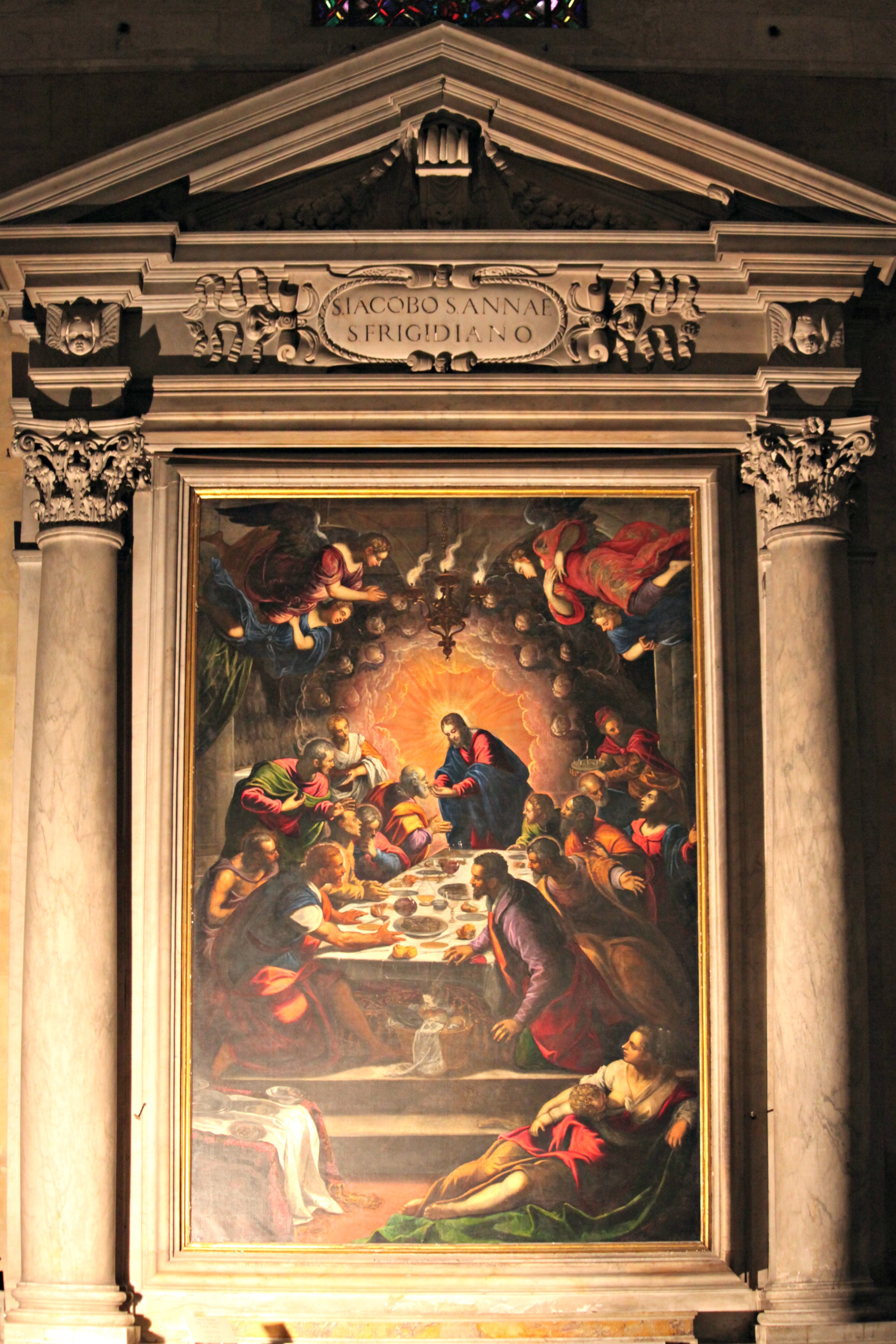
Ultima Cena di Tintoretto, 1592-94
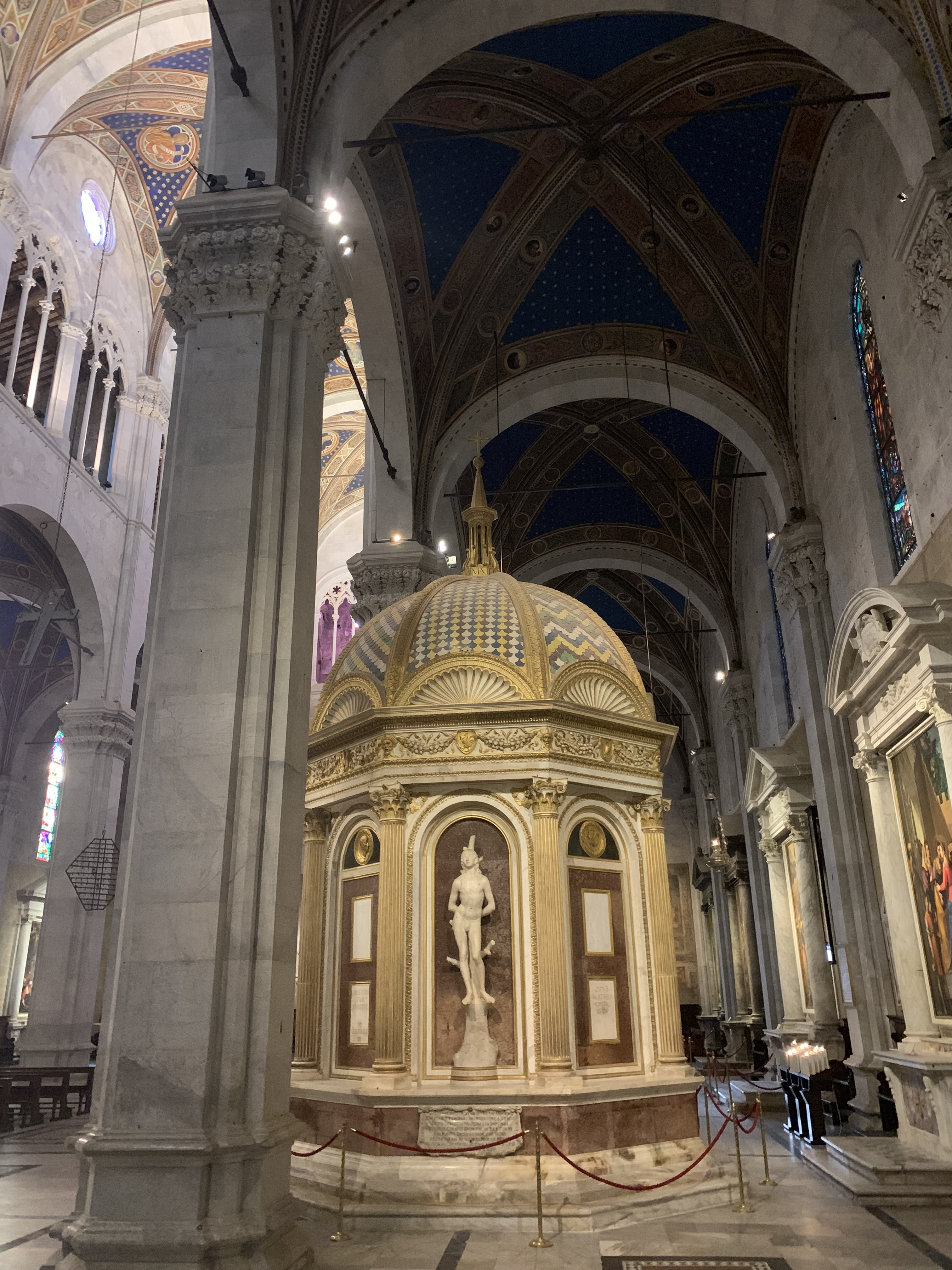
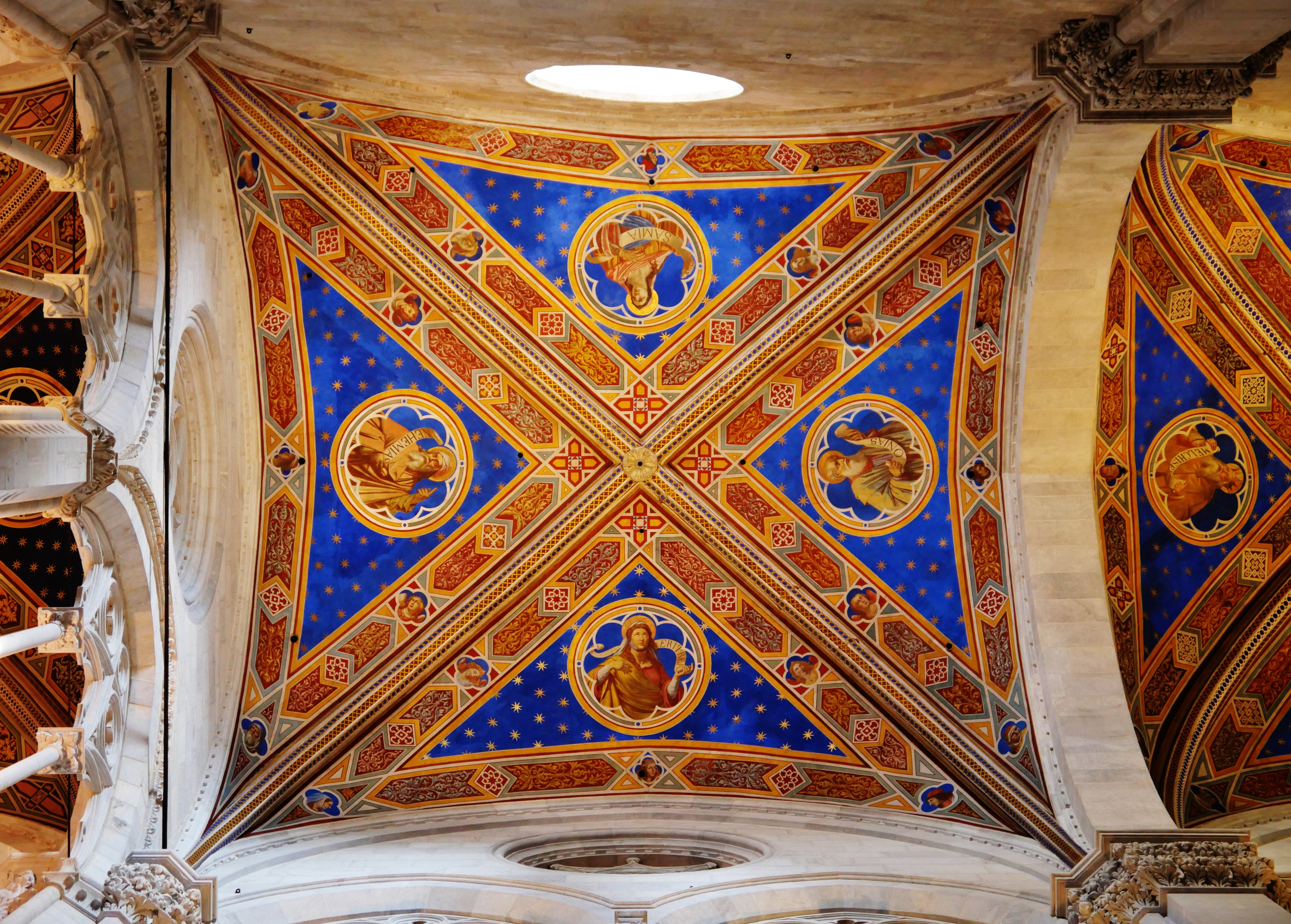
Volta 2 del transetto
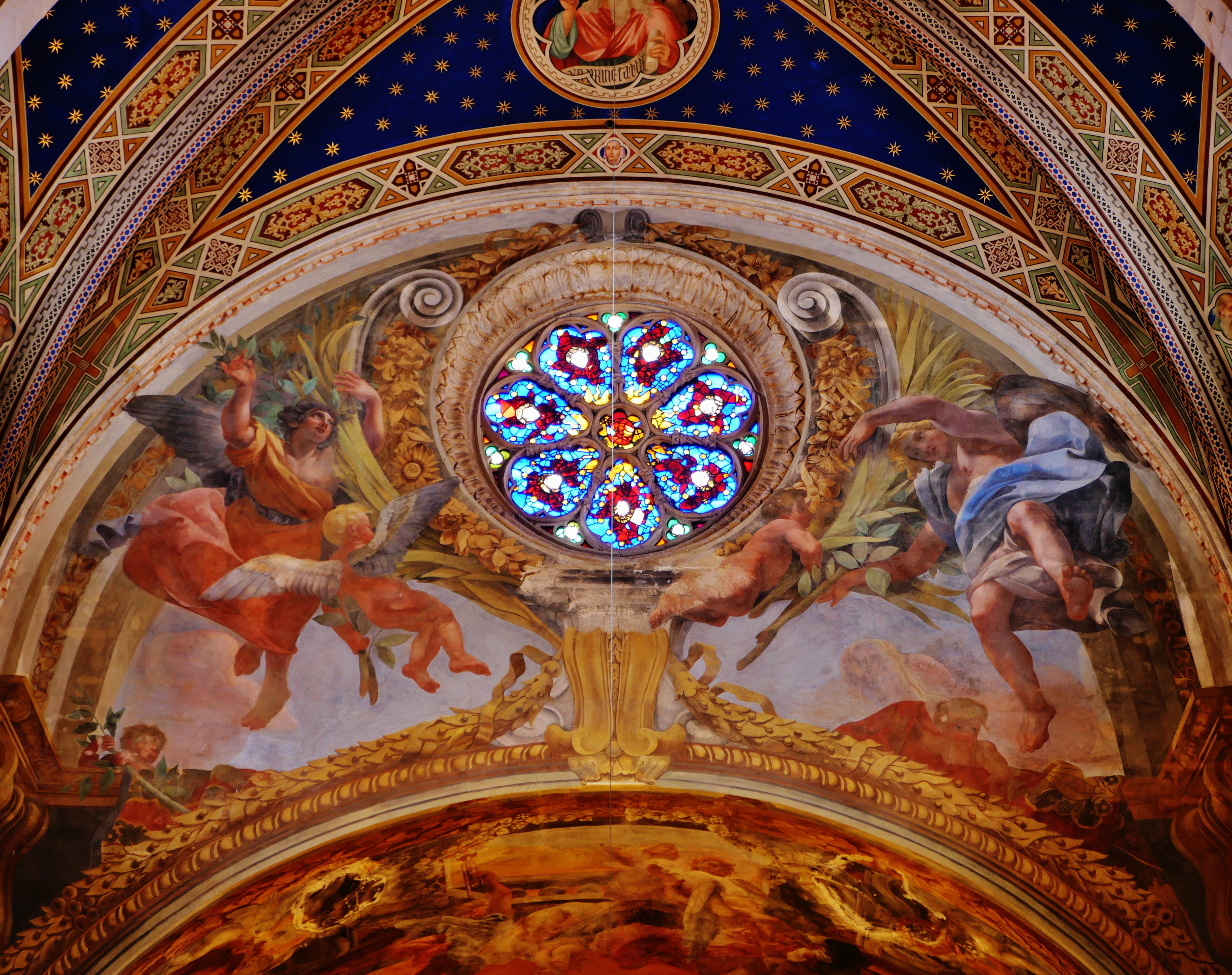
Affresco del coro

### Organo a canne
Nella cattedrale, si trova l'organo a canne Mascioni opus 755, costruito nel 1957-1962.
Lo strumento, a trasmissione elettrica ha 48 registri divisi su tre tastiere di 61 note ciascuna e pedaliera concavo-radiale di 32, con consolle mobile indipendente nell'abside; il materiale fonico è così collocato all'interno della chiesa:
- dietro l'altare maggiore, nell'abside, si trova il Positivo corale (prima tastiera) e la relativa sezione del pedale (Pedale corale);
- nella cassa rinascimentale sulla cantoria nella sesta campata della navata laterale di destra, si trovano il Grand'Organo (seconda tastiera) e il Pedale;
- nella cassa rinascimentale sulla cantoria nella sesta campata della navata laterale di sinistra si trova l'Espressivo (terza tastiera).